# (28681) Loseke
(28681) Loseke est un astéroïde de la ceinture principale d'astéroïdes.

## Description
(28681) Loseke est un astéroïde de la ceinture principale d'astéroïdes. Il fut découvert le 5 avril 2000 à Socorro (Nouveau-Mexique) par le projet LINEAR. Il présente une orbite caractérisée par un demi-grand axe de 2,49 UA, une excentricité de 0,16 et une inclinaison de 1,4° par rapport à l'écliptique.

## Compléments